# Golfinho-comum-de-bico-curto
O golfinho (Delphinus delphis), também chamado delfim, ou golfinho-comum é a espécie mais comum da família Delphinidae. Há mais Delphinus delphis do que qualquer outra espécie de Delphinus nas águas temperadas dos oceanos Atlântico e Pacífico. Também pode ser encontrado nos mares do Caribe e do Mediterrâneo.

## Etimologia
"Golfinho" originou-se do grego delphís, através do latim delphinu, com influência de "golfo". "Delfim" se originou do grego delphín, pelo latim delphine.

## Comportamento
Golfinhos podem viver em agregações de centenas ou mesmo milhares de indivíduos. Eles às vezes podem ser confundidos com outras espécies de golfinhos, como as baleias-piloto. São nadadores rápidos (até 60 km por hora) e são muito bons em acrobacias, uma coisa bem comum nesta espécie. O máximo de vida é de 35 anos, mas tem sido estimada em 22 anos para a população do Mar Negro.

### Dieta
Esta espécie de golfinho tem uma dieta variada composta por muitas espécies de peixes e lulas que vivem a menos de 200 metros de profundidade.

### Reprodução
O golfinho tem um período de gestação de 10 a 11 meses. O filhote recém-nascido tem um comprimento de entre 70 e 100 centímetros e pesa cerca de 10 kg. Para a população do Mar Negro, o desmame ocorre entre 5 e 6 meses, mas ocorre mais tarde (até cerca de 19 meses) em outras áreas. A idade que ocorre a maturidade sexual também varia por localização, mas pode variar entre 2 e 7 anos para as fêmeas e 3 e 12 anos para os machos.